# Razonamiento guiado

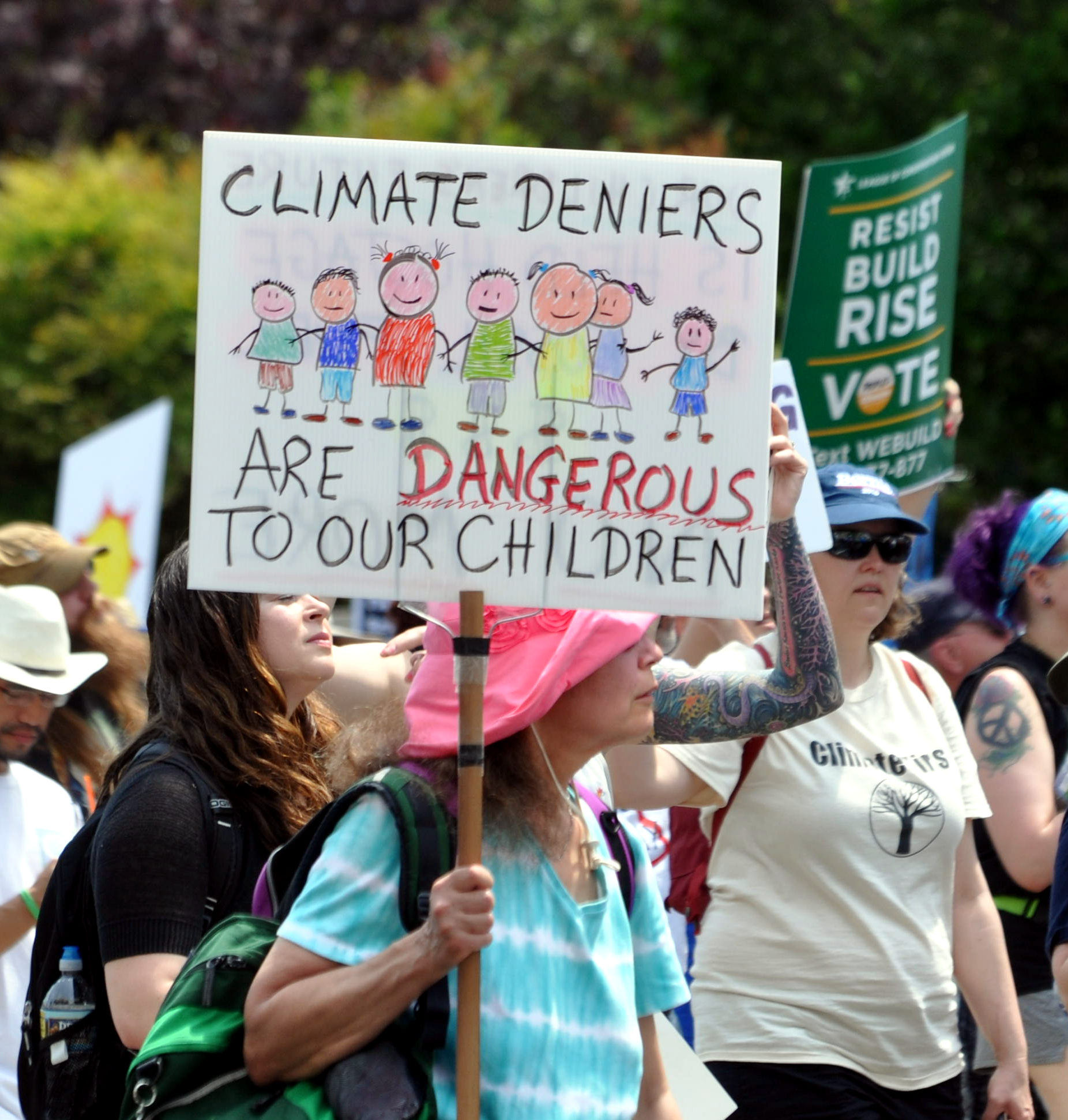
Cartel contra el negacionismo climático, un ejemplo de razonamiento guiado.

El razonamiento guiado (motivated reasoning, sesgo de razonamiento motivacional) es una respuesta cognitiva y social en la que los individuos, consciente o inconscientemente, permiten que sesgos motivacionales cargados de emociones afecten la forma en que perciben la nueva información. Los individuos tienden a aceptar la evidencia que coincide con sus creencias actuales y rechazar nueva información que las contradiga. Upton Sinclair condensó este fenómeno en una conocida fraseː «Es difícil lograr que un hombre entienda algo cuando su salario depende de que no lo entienda».
La expresión inglesa motivated reasoning no debe traducirse por razonamiento motivado, ya que el adjetivo motivated se refiere a los significados 3 y 4 (influir en el ánimo de alguien) que la RAE da del verbo motivar, en vez de a los significados 1 y 2 (explicar los motivos), que son los que se emplean en expresiones como decisión motivada. Son mejores razonamiento guiado, razonamiento dirigido u otras.
El razonamiento guiado se solapa con el sesgo de confirmación. Ambos favorecen la evidencia que respalda las creencias de la persona que los sufre, y al mismo tiempo descartan la evidencia que contradice estas creencias. Sin embargo, el sesgo de confirmación es principalmente un sesgo cognitivo inconsciente (innato). Por el contrario, el razonamiento guiado es un proceso consciente o inconsciente mediante el cual las emociones controlan la evidencia respaldada o descartada. En el caso del sesgo de confirmación, la evidencia o los argumentos pueden ser tanto lógicos como emocionales.
El razonamiento guiado se puede clasificar en 2 categorías: 1) orientado a la precisión (no direccional), en el que la motivación es llegar a una conclusión precisa, independientemente de las creencias del individuo; y 2) orientado a metas o direccional, en el que la motivación es llegar a una conclusión particular. 
El razonamiento políticamente guiado, en particular, es fuertemente direccional y está dirigido a apoyar creencias individuales conservadoras o progresistas.

## Definiciones
Las diferencias individuales, como las creencias políticas, pueden moderar el efecto emocional o el motivacional. Además, el contexto social (pensamiento de grupo, presión de grupo) también controla en parte la evidencia utilizada para el razonamiento guiado, particularmente en sociedades disfuncionales. El contexto social modera las emociones, lo que a su vez modera las creencias.
El pensamiento crítico se diferencia del razonamiento guiado en que las creencias se evalúan con una actitud escéptica de mente abierta.

### Disonancia cognitiva
Los individuos se ven obligados a iniciar un razonamiento guiado para disminuir la cantidad de disonancia cognitiva que experimentan. La disonancia cognitiva es la sensación de estrés e inquietud psicológica y fisiológica que sufre el individuo cuando se encuentra entre 2 elementos cognitivos o emocionales en conflicto (como el deseo de fumar, sabiendo que no es saludable). 
Según Leon Festinger, hay 2 caminos que las personas pueden seguir para reducir la angustia de esa situación. El primero es cambiar el comportamiento o el sesgo cognitivo. El segundo es evitar o desacreditar la información o las situaciones que crearían disonancia.
La investigación sugiere que despejar las contradicciones mediante razonamientos (aunque sean falsos o infundados) es psicológicamente más fácil que revisar los sentimientos. Las emociones tienden a influir en la forma en que se perciben los hechos. Estas emociones son lo primordial, y determinan qué pasa con lo que perciben los sentidos. Se acepta la evidencia que respalda las creencias y se rechaza la que las contradice.

## Mecanismos: cognición fría y caliente.
La noción de que los motivos o las metas afectan el razonamiento tiene una larga y controvertida historia en la psicología social. Esto se debe a que la investigación que respalda esta noción podría reinterpretarse en términos enteramente cognitivos y no motivacionales (la controversia entre la cognición fría y la caliente). Esta controversia existió debido a que no se exploraron los mecanismos subyacentes al razonamiento guiado.
Las primeras investigaciones sobre cómo los humanos evaluaban e integraban la información respaldaban un enfoque cognitivo consistente con la probabilidad bayesiana, en el que los individuos ponderaban la nueva información mediante cálculos racionales (cognición fría). Las teorías más recientes respaldan estos procesos cognitivos como explicaciones sólo parciales del razonamiento guiado, pero también han introducido procesos motivacionales o emocionales (cognición caliente).

### Teoría de Kunda
Ziva Kunda revisó la investigación y desarrolló un modelo teórico para explicar el mecanismo por el cual el razonamiento guiado genera sesgo. La motivación para llegar a una conclusión deseada proporciona un nivel de excitación que actúa como desencadenante inicial del funcionamiento de los procesos cognitivos. Para llevar a cabo un razonamiento guiado, ya sea consciente o inconscientemente, un individuo primero necesita estar motivado. Luego, la motivación afecta el razonamiento al influir en las estructuras de conocimiento (creencias, recuerdos, información) a las que se accede y en los procesos cognitivos utilizados.

### Teoría de Lodger-Taber
En comparación, Milton Lodge y Charles Taber introdujeron un modelo respaldado empíricamente en el que el afecto está íntimamente ligado a la cognición y el procesamiento de la información está sesgado hacia el apoyo a posiciones que el individuo ya ocupa. Su modelo tiene 3 componentes.
1. Procesamiento en línea en el que, cuando se les pide que realicen una evaluación, las personas recurren instantáneamente a información almacenada que está marcada por el afecto (en su sentido psicológico, este concepto es equivalente al de "emoción" o "sentimiento").
2. El afecto se activa automáticamente junto con el nodo cognitivo al que está vinculado.[9]
3. Un "mecanismo heurístico" para evaluar nueva información desencadena una reflexión tipo "¿Cómo me siento?" sobre este tema. Este proceso da como resultado un sesgo hacia el mantenimiento del afecto existente, incluso frente a otra información que lo contradice.

Esta teoría está completamente desarrollada y somentida a pruebas en su libro The Rationalizing Voter (El votante racionalizador, 2013).
David Redlawsk (2002) halló que el momento en que se introducía la información discordante con las creencias del sujeto influía en la determinación del sesgo. Cuando los sujetos encontraron una incongruencia durante una búsqueda de información, se interrumpió el proceso automático de asimilación y actualización. Esto puede conducir a 2 resultados: los sujetos pueden reforzar su actitud para apoyar el afecto existente (lo que resulta un sesgo y una degradación en la calidad de las decisiones), o bien los sujetos pueden contraargumentar sus creencias en un intento de integrar los nuevos datos.Este segundo resultado es consistente con la investigación sobre cómo ocurre el procesamiento cuando al individuo se le asignan objetivos de precisión.
En resumen, los 2 modelos difieren en que Kunda asigna un papel primario a las estrategias cognitivas —como los procesos de memoria y el uso de reglas— para determinar la selección sesgada de información, mientras que Lodge y Taber asignan ese papel primario al afecto para guiar los procesos cognitivos y mantener el sesgo.

### Evidencia de la neurociencia
Un estudio de neuroimagen realizado por Drew Westen y sus colegas no respalda el uso de procesos cognitivos en el razonamiento guiado, lo que brinda mayor apoyo al procesamiento afectivo como mecanismo clave para respaldar el sesgo. Este estudio, diseñado para identificar los circuitos neuronales de individuos involucrados en el razonamiento guiado, encontró que el razonamiento guiado «no estaba asociado con la actividad neuronal en regiones previamente vinculadas con tareas de razonamiento frío (bayesiano) ni con la regulación consciente (explícita) de las emociones».
Estos datos de neurociencia sugieren que «el razonamiento guiado es cualitativamente distinto del razonamiento que se lleva a cabo cuando las personas no tienen un fuerte interés emocional en las conclusiones alcanzadas». Sin embargo, si hay una emoción fuerte adjunta durante su ronda anterior de razonamiento motivado y esa emoción está nuevamente presente cuando el individuo llega a la conclusión, entonces se adjunta un fuerte interés emocional a la conclusión. Cualquier información nueva con respecto a esa conclusión hará que se repita el razonamiento guiado. Esto puede crear vías dentro de la red neuronal que arraiguen aún más las creencias razonadas de ese individuo a lo largo de redes neuronales similares a las que llevan a cabo el razonamiento lógico. Esto hace que la emoción fuerte reaparezca cada vez que el individuo se enfrenta a información que contradice sus creencias. 
Lodge y Taber denominan esto "contagio afectivo". Pero en lugar de "infectar" a otros individuos, la emoción de un individuo "infecta" sus vías de razonamiento y las conclusiones a las que llega.

## Categorías
El razonamiento guiado se puede clasificar en 2 categorías: 1) orientado a la precisión (no direccional), en el que la motivación es llegar a una conclusión precisa, independientemente de las creencias del individuo, y 2) orientado a metas o direccional, en el que la motivación es llegar a una conclusión particular. El razonamiento guiado políticamente, en especial, es fuertemente direccional y está dirigido a apoyar creencias individuales conservadoras o progresistas.
A pesar de sus diferencias en el procesamiento de la información, un individuo motivado por la precisión y otro motivado por objetivos pueden llegar a la misma conclusión, que puede ser la correcta. Pueden lanzarse mensajes orientados a la precisión y mensajes orientados a metas que se muevan en la dirección deseada. Ahora bien, quien lance esos mensajes deberá tener en cuenta, para que la comunicación sea eficaz, que los receptores motivados por la precisión responderán mejor a evidencia creíble, mientras que aquellos que los receptores orientados a objetivos se sentirán menos amenazados cuando el tema se enmarque para que se ajuste a su identidad o valores.

### Razonamiento guiado orientado a la precisión (no direccional)
Varios trabajos sobre el razonamiento guiado orientado a la precisión sugieren que, cuando las personas están motivadas para ser precisas, dedican más esfuerzo cognitivo, prestan más atención a la información relevante y la procesan más profundamente, a menudo utilizando reglas más complejas.
Kunda afirma que los objetivos de precisión retrasan el proceso de llegar a una conclusión prematura, porque aumentan tanto la cantidad como la calidad del procesamiento, particularmente al conducir a procedimientos de procesamiento cognitivo inferencial más complejos. 
Cuando los investigadores manipularon la motivación de los sujetos de prueba para que fueran precisos, informándoles de que la tarea objetivo era muy importante o de que se esperaba que defendieran sus juicios, se descubrió que los sujetos utilizaban un procesamiento más profundo y que había menos sesgo en la información. Esto era cierto cuando estaban presentes motivaciones de precisión en el procesamiento y codificación inicial de la información.
Al revisar una línea de investigación sobre objetivos de precisión y sesgos, Kunda concluye que «se ha demostrado que varios tipos diferentes de sesgos se debilitan en presencia de objetivos de precisión». Sin embargo, los objetivos de precisión no siempre eliminan los sesgos y mejoran el razonamiento. Algunos sesgos (sesgos resultantes del uso de la heurística de disponibilidad) pueden ser resistentes a las manipulaciones de precisión. Para que la precisión reduzca el sesgo, deben estar presentes las siguientes condiciones:
1. Los sujetos deben poseer estrategias de razonamiento adecuadas.
2. Deben considerarlas superiores a otras estrategias.
3. Deben ser capaces de utilizar estas estrategias a voluntad.

Sin embargo, estas dos últimas condiciones introducen el constructo de que las metas de precisión incluyen un proceso consciente de utilización de estrategias cognitivas en el razonamiento guiado. Los resultados de la neurociencia cuestionan este constructo al concluir que el razonamiento guiado es cualitativamente distinto del razonamiento "normal" (el empleado cuando no hay un fuerte interés emocional en los resultados).Las personas orientadas a la precisión, que se cree que utilizan un procesamiento "objetivo", pueden variar en la actualización de la información dependiendo de cuánta fe depositen en una evidencia proporcionada y de su capacidad para detectar información errónea. Estos dos factores las pueden conducir a creencias que divergen del consenso científico.

### Razonamiento guiado orientado a objetivos (direccional)
Las metas direccionales mejoran la accesibilidad a estructuras de conocimiento (recuerdos, creencias, información...) consistentes con las conclusiones deseadas. Según Kunda, estas metas pueden conducir a mecanismos sesgados de construcción de creencias y búsqueda de recuerdos. Varios estudios apoyan el efecto de las metas direccionales en la selección y construcción de creencias sobre uno mismo, otras personas y el mundo.
La investigación sobre la disonancia cognitiva proporciona amplia evidencia de que las personas pueden sesgar sus autocaracterizaciones cuando están motivadas para hacerlo. Otros sesgos, como el sesgo de confirmación, el efecto de actitud previa y el sesgo de desconfirmación (descartar información que refute las creencias), podrían contribuir al razonamiento motivado orientado a objetivos. Por ejemplo, en un estudio, los sujetos alteraron su visión de sí mismos al verse a sí mismos como más extrovertidos cuando se les indujo a creer que la extroversión era beneficiosa.
Michael Thaler, profesor de la Universidad de Princeton, realizó un estudio y descubrió que los hombres tienen más probabilidades que las mujeres de demostrar un razonamiento guiado por el desempeño debido a una brecha de género en las creencias sobre el desempeño personal. Esto lo llevó a preguntarse si los hombres son más susceptibles al razonamiento guiado o si las mujeres procesan la información mediante el Método Bayesiano. Después de realizar un segundo estudio, se llegó a la conclusión de que tanto los hombres como las mujeres son susceptibles de razonamiento guiado, pero ciertas creencias motivadas se pueden separar en géneros
La motivación para lograr objetivos direccionales también podría influir en a qué reglas (estructuras procedimentales, como las reglas inferenciales) se accede para guiar la búsqueda de información. Los estudios también sugieren que la evaluación de la evidencia científica puede estar sesgada en función de si las conclusiones están en línea con las creencias del lector.
A pesar del razonamiento motivado y orientado a objetivos, las personas no tienen la libertad de concluir lo que quieran simplemente por ese deseo. Las personas tienden a sacar conclusiones solo si pueden reunir pruebas que las respalden. Buscan en la memoria aquellas creencias y reglas que podrían respaldar la conclusión deseada o crean nuevas creencias para respaldar lógicamente los objetivos que desean.

## Estudios de caso

### Tabaco
Cuando una persona intenta dejar de fumar, puede recurrir a un razonamiento guiado para tolerar que siga fumando. Podría centrarse en información que haga que fumar parezca menos dañino, y al mismo tiempo desacreditar cualquier evidencia que enfatice los peligros asociados con el tabaco. Los individuos en situaciones como esta se ven obligados a iniciar un razonamiento guiado para disminuir la cantidad de disonancia cognitiva que sienten. Esto puede hacer que a las personas les resulte más difícil dejar de fumar, aunque sepan que no es bueno para su salud.

### Sesgo político
Peter Ditto y sus estudiantes realizaron en 2018 un metanálisis de estudios relacionados con el sesgo político. Su objetivo era evaluar qué orientación política estadounidense (izquierda/liberal o derecha/conservadora) era más sesgada e iniciaba un razonamiento más guiado. Descubrieron que ambas orientaciones políticas son susceptibles de sesgo en la misma medida. El análisis fue cuestionado por Jonathan Baron y John Jost, a quienes respondieron Ditto y colegas. Al revisar el debate, Stuart Vyse concluyó que la respuesta a la pregunta de qué estadounidenses son más parciales, si los progresistas o los conservadores, es: «No lo sabemos». 
El 22 de abril de 2011, The New York Times publicó una serie de artículos que intentaban explicar las teorías de conspiración sobre la ciudadanía de Barack Obama, que sostenían que nació en África, lo que lo inhabilitaría para ser presidente de EE. UU. Uno de estos artículos del politólogo David Redlawsk explicó estas conspiraciones "nacentistas" (birther) como un ejemplo de razonamiento político motivado.Los candidatos presidenciales estadounidenses deben nacer en EE. UU. A pesar de la amplia evidencia de que el presidente Barack Obama nació en el estado estadounidense de Hawái, muchas personas siguen creyendo que no nació en EE. UU. y, por lo tanto, que era un presidente ilegítimo. De manera similar, muchas personas creen que es musulmán (como lo era su padre), a pesar de la amplia evidencia de sus creencias y prácticas cristianas (como era el caso de su madre). Investigaciones posteriores realizadas por otros sugirieron que la identidad política partidista era más importante para motivar las creencias nacentistas que para algunas otras creencias conspirativas, como las teorías de la conspiración del 11 de septiembre.

### Cambio climático

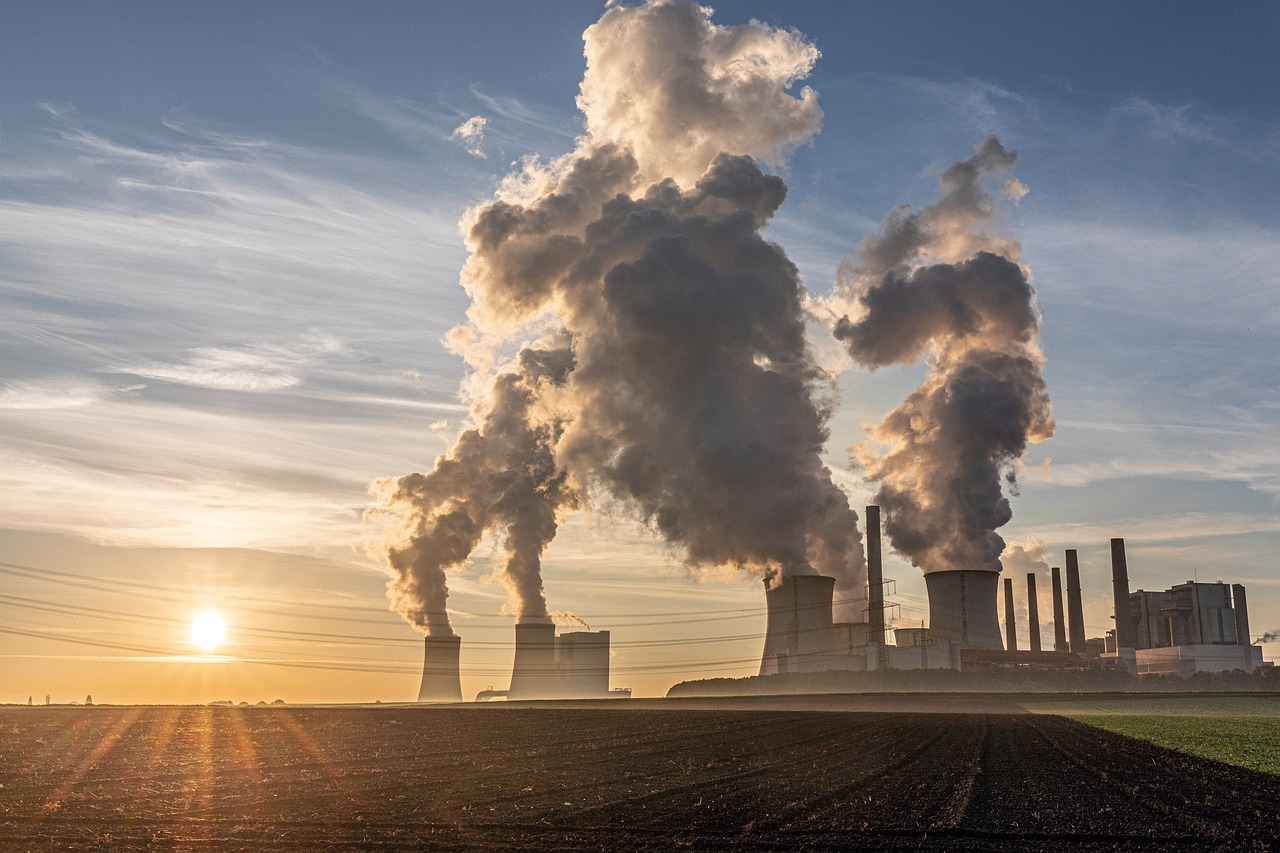
Central eléctrica de carbón Neurath en Grevenbroich, Renania del Norte-Westfalia, Alemania.

Pese al consenso científico sobre el cambio climático, los ciudadanos están divididos sobre el tema según su orientación política.Un segmento importante de los estadounidenses tiene creencias fijas, ya sea porque no está comprometido políticamente o porque tiene creencias sólidas que es poco probable que cambien. Los progresistas generalmente creen, basándose en la amplia evidencia disponible, que la actividad humana es la principal impulsora del cambio climático. Por el contrario, es mucho menos probable que los conservadores compartan esta creencia, y un subconjunto de ellos cree que no hay participación humana y que la evidencia científica es errónea (o incluso fraudulenta). 
Una explicación destacada es el razonamiento político guiado, en el sentido de que es más probable que los conservadores rechacen nueva evidencia que contradiga sus creencias establecidas desde hace mucho tiempo. Además, algunos negacionistas climáticos muy direccionales no sólo desacreditan la información científica sobre el cambio climático inducido por el hombre sino que también buscan evidencia contraria que conduzca a una creencia posterior de una mayor negación.
Un estudio realizado por Robin Bayes y sus colegas sobre las opiniones de 1.960 republicanos sobre el cambio climático halló que tanto la precisión como los motivos direccionales se mueven en la dirección deseada, pero sólo en presencia de mensajes políticamente motivados y congruentes con las creencias inducidas.

### Redes sociales
Las redes sociales se utilizan para muchos propósitos y formas diferentes de difundir opiniones. Es el lugar número uno al que acude la gente para obtener información y la mayor parte de esa información es opinión y prejuicios. La forma en que esto se aplica al razonamiento guiado es la forma en que se difunde la información. «Sin embargo, el razonamiento guiado sugiere que los usos informativos de las redes sociales están condicionados por diversas formas de pensar sociales y culturales».Todas las ideas y opiniones se comparten y hace que sea muy fácil que surjan prejuicios y razonamientos guiados al buscar una respuesta o simplemente datos en Internet o cualquier fuente de noticias.

### COVID-19
En el contexto de la pandemia de covid-19, las personas que se niegan a usar mascarillas o a vacunarse pueden recurrir a razonamientos guiados para justificar sus creencias y acciones. Es posible que rechacen la evidencia científica que respalda el uso de mascarillas y la vacunación y, en cambio, busquen información que respalde sus creencias preexistentes, como teorías de conspiración o desinformación. Esto puede llevar a comportamientos perjudiciales tanto para ellos mismos como para los demás.
En un estudio de 2020, Van Bavel y sus colegas exploraron el concepto de razonamiento guiado como contribuyente a la difusión de información errónea y la resistencia a las medidas de salud pública durante la pandemia de covid-19. Sus resultados indicaron que las personas a menudo recurren a un razonamiento guiado al procesar información sobre la pandemia, interpretándola para confirmar sus creencias y valores preexistentes.
Los autores sostienen que abordar el razonamiento guiado es fundamental para promover mensajes de salud pública eficaces y reducir la difusión de información errónea. Sugirieron varias estrategias, como replantear los mensajes de salud pública para alinearlos con los valores y creencias de las personas. Además, sugirieron utilizar fuentes fiables para transmitir información mediante la creación de normas sociales que respalden los comportamientos de salud pública.

## Resultados y estrategias de abordaje
Los resultados del razonamiento guiado derivan de «un conjunto sesgado de procesos cognitivos, es decir, estrategias para acceder, construir y evaluar creencias. La motivación para ser preciso mejora el uso de aquellas creencias y estrategias que se consideran más apropiadas, mientras que la motivación para llegar a conclusiones particulares mejora el uso de aquellas que se consideran con mayor probabilidad de producir la conclusión deseada».
El razonamiento cuidadoso o "reflexivo" se ha relacionado tanto con la superación como con el refuerzo del razonamiento guiado, lo que sugiere que la reflexión no es una panacea, sino una herramienta que puede utilizarse con fines racionales o irracionales dependiendo de otros factores.
Por ejemplo, cuando a las personas se les presenta y se les obliga a pensar analíticamente sobre algo complejo sobre el que carecen de conocimientos adecuados (es decir, que se les presenta un nuevo estudio sobre meteorología sin tener ningún título en la materia), no hay un cambio direccional en el pensamiento, y es más probable que sus conclusiones existentes estén respaldadas por un razonamiento guiado. 
Por el contrario, si se les presenta una prueba más simplista de pensamiento analítico que confronta sus creencias (es decir, considerar titulares inverosímiles como falsos), es menos probable que se produzca un razonamiento guiado y puede producirse un cambio direccional en el pensamiento.

### Creencia en la hostilidad de los medios de comunicación
La investigación sobre el razonamiento motivado probó objetivos de precisión (es decir, llegar a conclusiones correctas) y objetivos direccionales (es decir, llegar a las conclusiones preferidas). Factores como estos afectan las percepciones; y los resultados confirman que el razonamiento guiado afecta a la toma de decisiones y a las estimaciones.
Estos resultados tienen consecuencias de gran alcance porque, cuando un individuo se enfrenta a una pequeña cantidad de información contraria a sus creencias, se ve motivado a descartarla, y puede sentir hostilidad hacia el medio de comunicación (hostile media effect) que le ha aportado esa información, porque piensa que trata de engañar.Si este patrón continúa durante un período prolongado de tiempo, el individuo se convence todavía más de sus creencias.

### Punto de inflexión
Sin embargo, estudios recientes han demostrado que se puede superar el razonamiento guiado. «Cuando la cantidad de incongruencia es relativamente pequeña, el afecto negativo intensificado no necesariamente anula la motivación para mantener [la creencia]». Sin embargo, hay evidencia de un "punto de inflexión" teórico donde la cantidad de información incongruente que recibe el razonador motivado puede convertir su falsa certeza en preocupación. Esta preocupación por equivocarse puede llevar a un cambio de opinión.

## Para saber más
- Brenes-Peralta, Carlos; Wojcieszak, Magdalena; Lelkes, Yphtach (13 de abril de 2021). «Can I stick to my guns? Motivated reasoning and biased processing of balanced political information». Communication & Society: 49-66. doi:10.15581/003.34.2.49-66.
- Curry, Judith (19 de junio de 2019). «Climate scientists' motivated reasoning». Climate Etc. ProQuest 2253348492.

- Datos: Q1949688